# 前田淳 (レーサー)
前田 淳（まえだ　じゅん、1967年11月6日 -2006年6月5日）は、京都府京都市出身のオートバイ・ロードレースライダー。愛称は「マエジュン」。
マン島TTレースなど公道レースで培った独自の「ハイパーリーンアウト走法」などと共に取り上げられたり、マン島TT参戦のコラムを寄稿するなどバイク雑誌等でも活躍していた。

## 略歴・人物
1985年、鈴鹿200kmレースのノービス250クラスにデビュー。同時期にホンダが発売したホンダ・NSR250R（TT-F3仕様）で参戦した。
1989年、国際A級に昇格。ホンダ系サテライトチームから全日本ロードレース選手権TT-F1クラスに参戦。7月の鈴鹿8時間耐久ロードレースにも参戦した。プライベーターにこだわり活動を続けるも、経済的事由から一度引退した。
1995年、自社製マフラーの販促を兼ねてレース復帰。1996年に有限会社エイミングスポーツを設立した。
1997年　自らの再引退レースとして念願のマン島TTレースに初参戦。しかし、これまで日本人では片山敬済しか達成出来なかった「オーバー・ザ・トーン」（平均時速160km以上の達成記録）をマークし、セニアクラスで完走して新人賞獲得。引退を撤回しマン島TTレース優勝を狙うことを決意した。
2003年、マン島TTレースにて日本人選手として福田照男以来のブロンズトロフィーを獲得。2004年、マン島TTレースにて日本人選手として片山敬済以来のシルバートロフィーを獲得。2005年には、マン島TTレースにて出場全レースでシングルフィニッシュを達成。セニアTTクラスでは最高位6位入賞、平均時速200kmをマークした。
2006年、マン島TTレースの練習走行2日目で、スタート地点から3マイルほどの地点（ユニオン・ミルズ先）でスロー走行していたところ、後続車と接触。骨盤、肋骨など数ヶ所の骨折を負いマン島の病院に搬送。骨折に伴う内出血などにより危篤状態に陥るが緊急手術で小康状態を取り戻した。その後、マンチェスターの病院にヘリコプターで移送され手術を受けたが、イギリス現地時間6月5日午後11時17分（日本時間・6月6日午前7時17分）に息を引き取った。